# Aerosteon
Aerosteon is een geslacht van theropode dinosauriërs, behorend tot de groep van de Tetanurae, dat tijdens het late Krijt leefde in het gebied van het huidige Argentinië.

## Naamgeving
De typesoort Aerosteon riocoloradensis werd in 2008 benoemd en beschreven door Paul Sereno, Ricardo N. Martinez, Jeffrey A. Wilson, David J. Varricchio, Oscar A. Alcober en Hans C. E. Larsson. De geslachtnaam, "luchtbot" als combinatie van het Oudgriekse aér (ἀήρ), "lucht" en ostéon (ὀστέον), "been", verwijst naar de gepneumatiseerde botten, de soortaanduiding, die omdat "aerosteon" onzijdig is volgens artikel 34 van de ICZN alsnog in "riocoloradense" veranderd moet worden, naar de Rio Colorado. De naam werd in 2008 gepubliceerd in het elektronisch tijdschrift PLoS ONE maar zonder te voldoen aan de toen geldende eis dat elektronische kopieën van het artikel in vijf bibliotheken gedeponeerd zouden worden. Het bleef dus voorlopig een ongeldige nomen non rite publicatum. Om dit te verhelpen werd in 2009 door PLoS ONE een uitgave gedrukt.

## Vondsten
Het holotype, MCNA-PV-3137, is in 1996 in de Cañadon Amarillo ten noorden van Cerro Colorado in de provincie Mendoza opgegraven in een laag uit de Plottierformatie die dateert uit het late Coniacien, ongeveer zevenentachtig miljoen jaar oud. Oorspronkelijk werd gedacht dat het een laag was uit de Anacletoformatie die dateert uit het Santonien-Campanien, 84 miljoen jaar geleden. Het bestaat uit een gedeeltelijk skelet met schedel van een jongvolwassen dier. Het omvat delen van de schedelL het linkerprefrontale, het rechterpostorbitale, het linkerquadratum, het linkerpterygoïde; het articulare van de linkeronderkaak, vijf nekwervels, vier ruggenwervels, de tweede tot en met vijfde sacrale wervel, drie staartwervels, nekribben, ribben, buikribben, een vorkbeen, een linkerschoudergordel en delen van het bekken: het linkerdijbeen en beide schaambeenderen. Sereno wees ook een losse tand toe maar in 2016 oordeelde Philip John Currie dat die evident aan een lid van de Abelisauridae toebehoorde. De beenderen van het holotype zijn niet in verband maar wel dicht op elkaar gevonden op een oppervlakte van elf vierkante meter. Het betreft een jongvolwassen individu dat de volwassen grootte bijna benaderd had.
Delen van twee andere, kleinere skeletten, MCNA-PV-3138, een tweede linkermiddenvoetsbeen, en MCNA-PV-3139, een linkerscheenbeen, kuitbeen, sprongbeen en hielbeen, zijn aan het geslacht toegewezen. Het eerste skelet is op tien meter afstand van het holotype gevonden, het tweede op een kilometer afstand. In 2013 zijn nog de specimina MCNA-PV-3075, een tweede handklauw, en MCNA-PV-3112, een eerste handklauw, toegewezen. De toewijzing van de voet- en handklauwen is problematisch want ze overlappen het materiaal van het holotype niet.
In 2021 werd het holotype meer in detail beschreven.

## Beschrijving

### Grootte en onderscheidende kenmerken
Het holotype was bijna volgroeid, zodat we een goed beeld hebben van de volwassen grootte. Aerosteon was een middelgrote roofsauriër van negen à tien meter lengte, een rughoogte van twee meter en een gewicht van anderhalve ton.
In 2008 en 2012 werden enkele onderscheidende kenmerken vastgesteld die ook naar latere inzichten geldig zijn. Het prefrontale heeft een zeer korte neergaande tak. Het foramen paraquadraticum is vergroot maar wordt geheel omsloten door het quadratum. Van het oor uit dringt een uitloper van een luchtzak in de schacht van het quadratum, boven de gewrichtsknobbel. De voorste wervels van de rug hebben zeer grote parapofysen, onderste ribfacetten. De doornuitsteeksels van de rug hebben een centrale luchtholte. Bij de achterste wervels van de rug hellen de doornuitsteeksels naar voren. De laatste wervel van de rug heeft een pneumatisch kanaal in het zijuitsteeksel. De middelste segmenten van de buikribben zijn vergroeid via hun voorranden en achterranden. Het vorkbeen heeft een centrale pneumatocoel. De voorste staartwervels hebben robuuste staafvormige zijuitsteeksels. Boven het schoudergewricht bevindt zich een groeve op de buitenzijde terwijl er een aparte groeve onder het schoudergewricht loopt.

### Skelet

#### Schedel
Het prefrontale mist een lange neergaande tak langs de rand van de oogkas. Het ontbreken is een afgeleid kenmerk. Het postorbitale heeft een korte achterste tak, een driehoekige neergaande tak en een stompe tak naar binnen toe. In zijaanzicht is de bovenrand van de oogkas slecht licht verdikt of verruwd. Een duidelijke opstaande richel als bij de Carcharodontosauridae ontbreekt. Er is slechts een ondiep facet als contact met het laterosfenoïde van de hersenpan die weinig wijst op een speciale versterking van de schedel.
Het foramen quadraticum ligt geheel in de schacht van het quadratum in plaats van een opening te vormen tussen dat bot en het quadratojugale. Onder dat venster ligt een grote pneumatocoel die doorloopt tot in de tak naar het pterygoïde, op het niveau van de bovenrand van de onderste gewrichtsknobbels. Ondanks de suggestieve naam van letterlijk "pneumatische holte" die aan de structuur gegeven wordt, is het de vraag of van echter pneumatisering sprake is want de botwand wordt er onderaan niet door doorboord. De beschrijvers nemen echter aan dat het diverticulum van de luchtzak van hieruit doorliep tot in de onderkaak zoals de sinus tympanicus van moderne vogels en krokodillen. De gewrichtsknobbels vormen een overdwars breed gewrichtsvlak ten opzichte van schachtlengte.

#### Postcrania

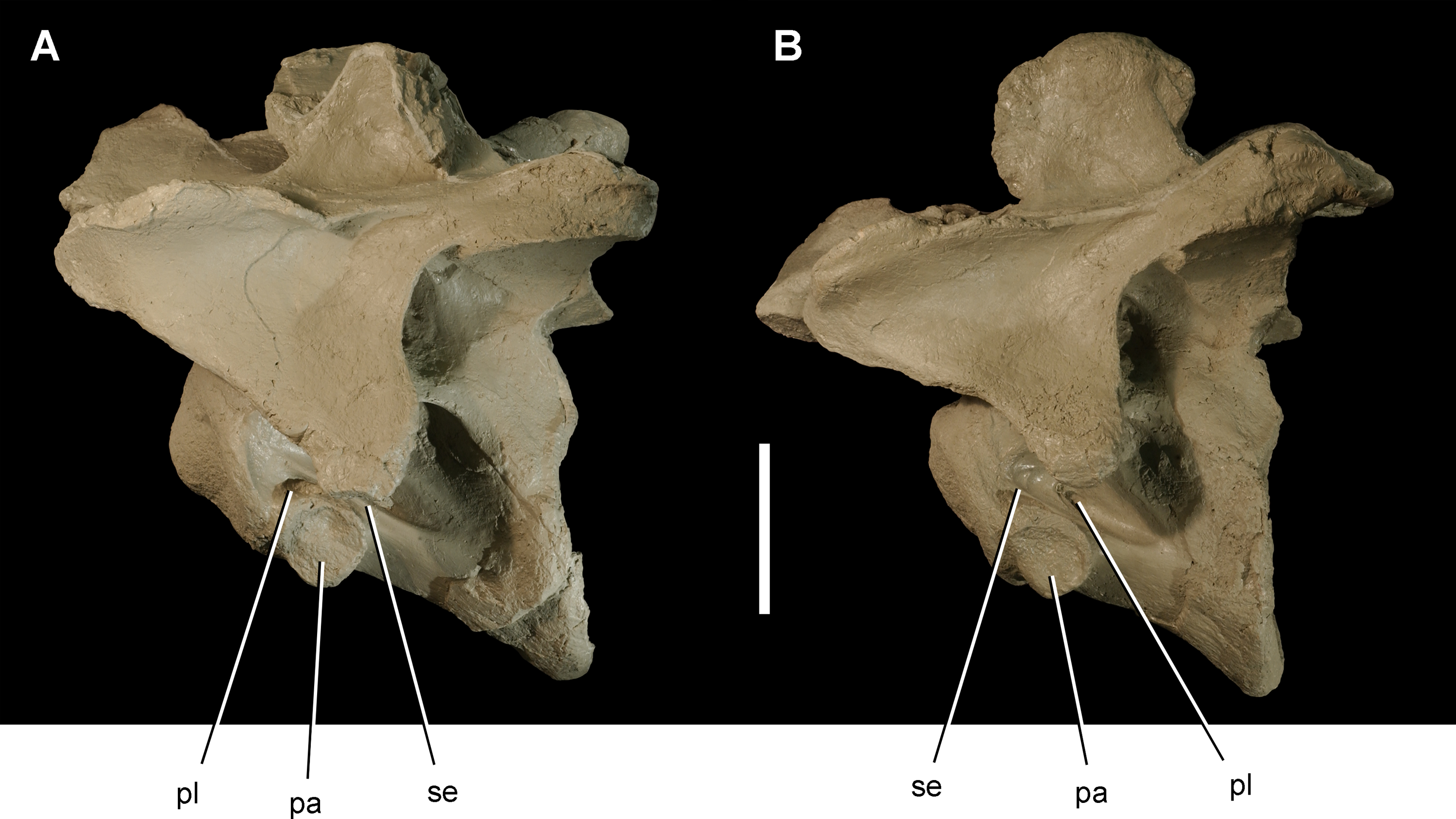
Afgietsels van de vierde en zesde halswervel in linkerzijaanzicht

Alle wervels zijn in de wervellichamen en de wervelbogen uitgehold door camellae, luchtkamertjes die een honingraatstructuur vormen. Een dergelijke uitgebreide pneumatisering was eerder alleen bekend van afgeleide Coelurosauria en verder Titanosauria. De beschrijvers vermoedden dat dit verschijnsel gereguleerd werd door een centraal genetisch mechanisme zoals een  hoxgen.

### Pneumatisering
De wervels van Aerosteon zijn zeer sterk gepneumatiseerd, doortrokken van luchtholten. Hetzelfde geldt voor het darmbeen en het schaambeen die meestal helemaal geen pneumatisering tonen. Deze "hyperpneumatisering" bracht Sereno ertoe in de beschrijving in detail zijn ideeën te uiten over pneumatisering bij de theropoden in het algemeen. Hij meent dat het een sterke aanwijzing is voor de aanwezigheid van luchtzakken, zoals bij vogels, maar dat bij meer basale theropoden die luchtzakken niet ook in de borstholte aanwezig waren maar slechts evenwijdig aan het voorste deel van de ruggengraat ("Fase I"). Pas bij de Tetanurae zou dat veranderen. Dat bij Areosteon ook het vorkbeen, het darmbeen en de buikribben gepneumatiseerd zijn, ziet hij als het beste bewijs tot nog toe voor die overgang ("Fase II"). Bij de Maniraptoriformes zou de ademhaling dan ondersteund worden doordat het borstbeen als pomp gaat fungeren ("Fase III"), terwijl de Maniraptora een volledig vogelachtig systeem zouden ontwikkelen ("Fase IV"). Het systeem met luchtzakken leidde tot een superieure zuurstofvoorziening en maakte zo dat het dier bij de jacht minder snel buiten adem raakte.

## Fylogenie
Sereno heeft geen kladistische analyse uitgevoerd, maar plaatst Aerosteon op grond van de algemene morfologie meer basaal binnen de Tetanurae. Hij verwerpt een plaatsing binnen de Spinosauroidea of de Carcharodontosauridae. Hij acht het mogelijk dat Aerosteon meer bepaald een lid is van de Allosauroidea en een geheel nieuwe theropode afstammingslijn voor Zuid-Amerika vertegenwoordigt. Dit werd min of meer bevestigd door een studie van Roger Benson uit 2009 die de soort in de nieuw benoemde en allosauroïde Megaraptora plaatst, hoewel die groep wel binnen de Carcharodontosauridae volgens de definitie van Sereno zelf valt. Nog latere analyses bevestigen een nauwe verwantschap met Megaraptor maar vinden hun aftakking soms in de Tyrannosauroidea.